# تمدن تكتيكي

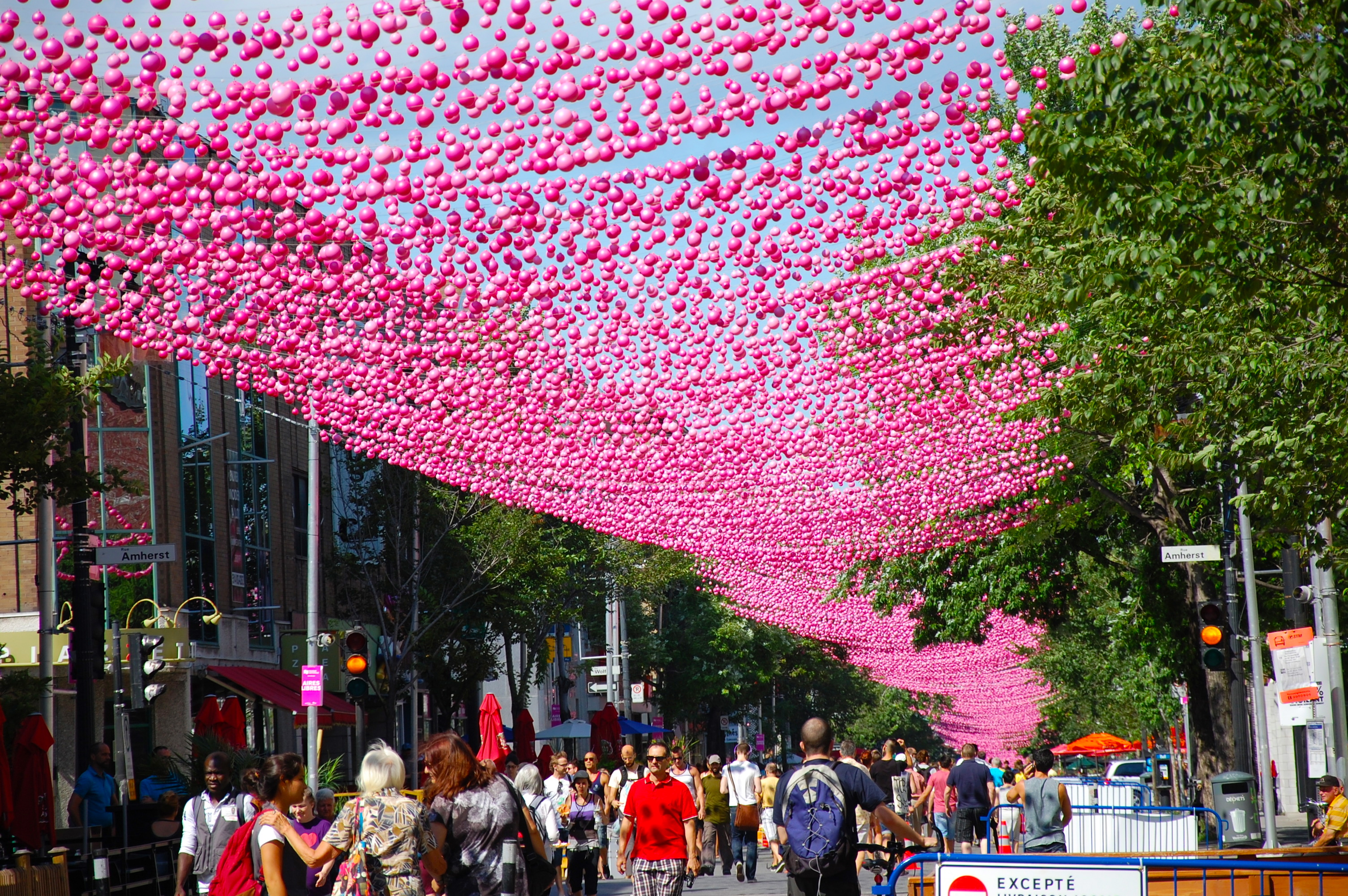
منذ عام 2012، أغلقت مونتريال شارع سانت كاترين أمام حركة المرور وحركت منطقة المشاة بكرات الراتنج الزهرية المتدلية. هذا التحول المؤقت للشارع هو نوع من التمدن التكتيكي.

يشمل التمدن التكتيكي تغييرات مؤقتة منخفضة التكلفة على البيئة المبنية، عادةً في المدن، تهدف إلى تحسين الأحياء المحلية وأماكن التجمع في المدينة. يُشار أيضًا إلى التمدن التكتيكي بشكل شائع باسم حضارة حرب العصابات، أو التمدن المنبثق، أو إصلاح المدينة.

## مصطلح
انتشر المصطلح في حوالي عام 2010 للإشارة إلى مجموعة من التقنيات الحالية. تعرف خطط الشوارع التعاونية «التمدن التكتيكي» على أنه نهج للتغيير الحضري يتميز بالخصائص الخمس التالية:
1. والنهج المدروس المرحلي للتحريض على التغيير
2. وتقديم الحلول المحلية لتحديات التخطيط المحلي
3. والالتزام القصير الأجل كخطوة أولى نحو التغيير الأطول أجلاً
4. وانخفاض المخاطر، مع احتمال ارتفاع المكافآت؛ و
5. تنمية رأس المال الاجتماعي بين المواطنين وبناء القدرات التنظيمية بين المؤسسات العامة والخاصة، وغير المربحة، وناخبيها.

بينما استخدمت الترجمة الإنجليزية لعام 1984 لكتاب «ممارسة الحياة اليومية» للفرنسي ميشيل دي سيرتو مصطلح التمدن التكتيكي كان هذا في إشارة إلى الأحداث التي وقعت في باريس عام 1968؛ «التمدن التكتيكي» الذي وصفه سيرتو كان يتعارض مع «التمدن الاستراتيجي»، والذي لا تميل المفاهيم الحديثة للتمدن التكتيكي إلى تمييزه. يُنسب المعنى الحديث للمصطلح إلى المخطط الحضري في نيويورك مايك ليدون.
يستخدم مشروع المساحات العامة عبارة «أخف وأسرع وأرخص،» صاغها المصمم الحضري إريك رينولدز، لوصف نفس النهج الأساسي الذي عبر عنه التمدن التكتيكي.

## أصل

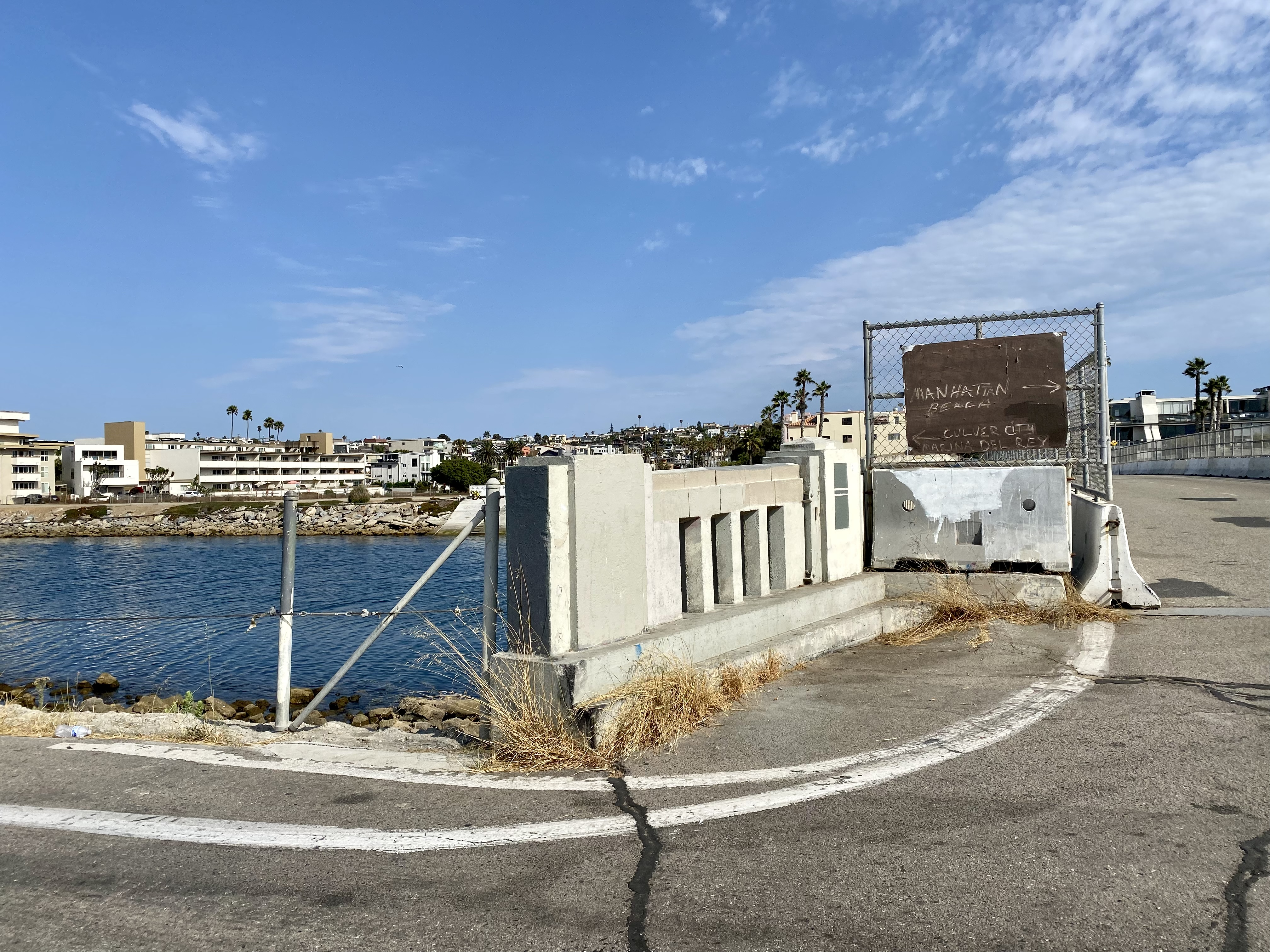
لافتات إيجاد الطريق على طول مسار الدراجة، لوس أنجلوس

تستلهم الحركة التكتيكية الحضرية الإلهام من التجارب الحضرية بما في ذلك سيكلوفيا وباريس بلاجس وإدخال الساحات ومراكز المشاة في مدينة نيويورك خلال فترة جانيت صادق خان كمفوضة لإدارة النقل بمدينة نيويورك.
ظهر التمدن التكتيكي رسميًا كحركة بعد اجتماع مجموعة الجيل القادم من نيو أوربانست في نوفمبر 2010 في نيو أورلينز. تتمثل القوة الدافعة للحركة في إلقاء العبء على الأفراد لتحمل المسؤولية الشخصية في إنشاء مبانٍ وشوارع وأحياء ومدن مستدامة. بعد الاجتماع، تم إطلاق مشروع مفتوح المصدر يسمى العمران التكتيكي: عمل قصير المدى | تغيير طويل الأمد تم تطويره من قبل مجموعة من الجيل التالي لتعريف العمران التكتيكي ولتعزيز التدخلات المختلفة لتحسين التصميم الحضري وتعزيز التغيير الإيجابي في الأحياء والمجتمعات.

## أنواع التدخلات
تختلف مشاريع التمدن التكتيكي بشكل كبير من حيث النطاق والحجم والميزانية والدعم. غالبًا ما تبدأ المشاريع كتدخلات على مستوى القاعدة وتنتشر إلى مدن أخرى وفي بعض الحالات يتم تبنيها من قبل الحكومات البلدية كأفضل الممارسات. قائمة التدخلات الشائعة مدرجة أدناه.

### أفضل مبادرات الكتلة
تحويل شوارع البيع بالتجزئة مؤقتًا باستخدام مواد رخيصة أو متبرع بها ومتطوعين. يتم تغيير المساحات من خلال إدخال عربات الطعام وطاولات الأرصفة والممرات المؤقتة للدراجات وتضييق الشوارع.

### تفجير الكرسي
عملية إزالة المواد القابلة للإصلاح واستخدامها لبناء مقاعد عامة. يتم وضع الكراسي في أماكن هادئة أو تفتقر إلى أماكن مريحة للجلوس.

### إزالة السياج
عملية إزالة الأسوار غير الضرورية لكسر الحواجز بين الجيران، وتجميل المجتمعات، وتشجيع بناء المجتمع.

### ديبافينج
عملية إزالة الرصيف غير الضروري لتحويل الممرات ومواقف السيارات إلى مساحات خضراء بحيث يمكن امتصاص مياه الأمطار وتجميل الأحياء.

### عربات الطعام / الشاحنات
تُستخدم عربات الطعام والشاحنات لجذب الأشخاص إلى الأماكن العامة غير المستغلة بشكل كافٍ وتوفير فرص الأعمال الصغيرة لأصحاب المشاريع.

### البستنة الفدائية
البستنة الفدائية هي عملية البستنة على الأرض التي لا يملك البستانيون الحقوق القانونية لاستخدامها، مثل المواقع المهجورة، أو المناطق التي لا تتم العناية بها، أو الممتلكات الخاصة.

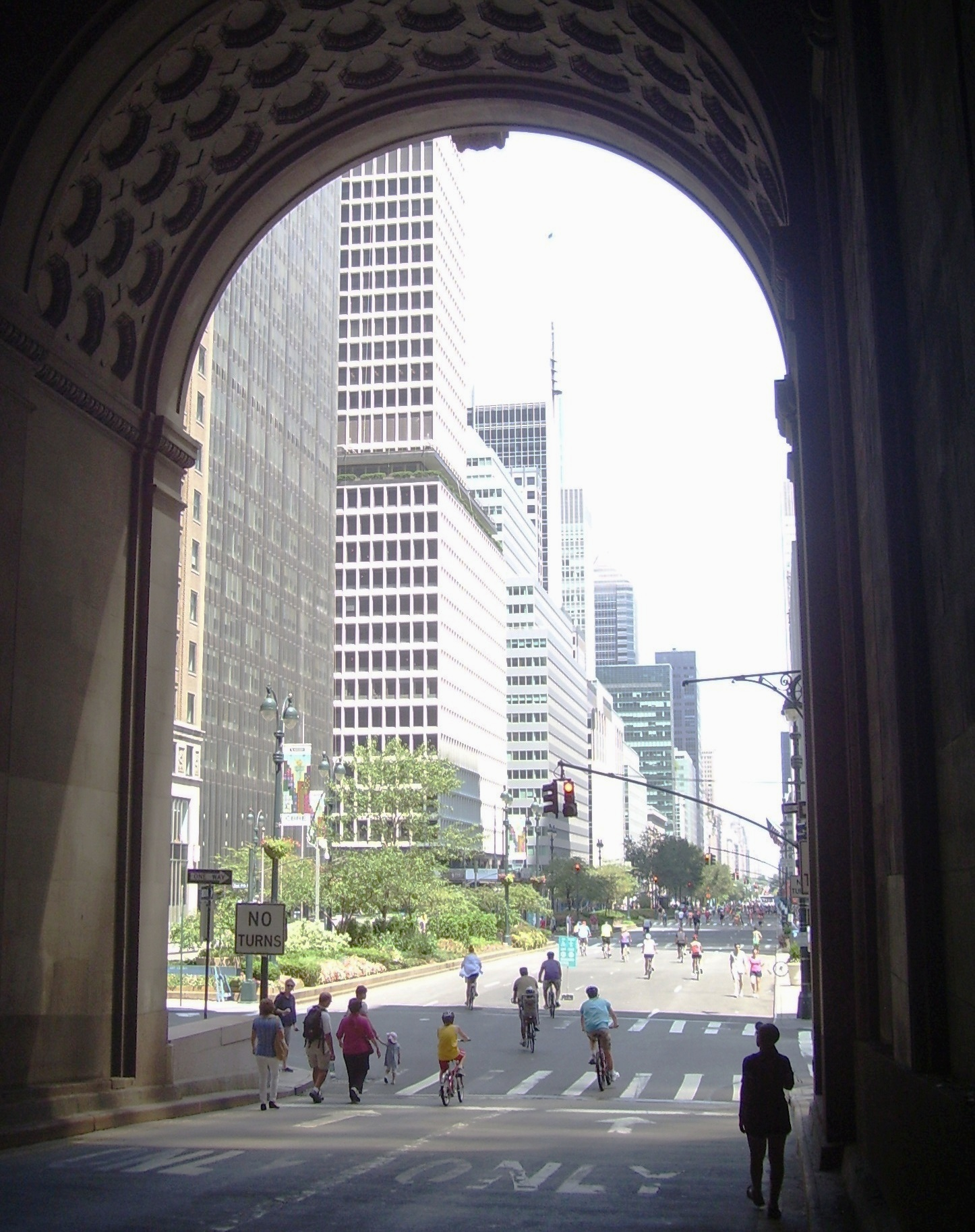
شوارع الصيف في مدينة نيويورك، بارك أفينيو فيادوكت

### شوارع مفتوحة
لتوفير مساحات آمنة مؤقتًا للمشي وركوب الدراجات والتزلج والأنشطة الاجتماعية؛ تعزيز التنمية الاقتصادية المحلية؛ ورفع مستوى الوعي حول تأثير السيارات في المساحات الحضرية. "شوارع مفتوحة" هو مصطلح إنكليزي لـسيكلوفيا" في أمريكا الجنوبية، والذي نشأ في بوجوتا.

### يوم بارك (جي)
حدث سنوي يتم فيه تحويل مواقف السيارات في الشارع إلى مساحات شبيهة بالمتنزهات. تم إطلاق بارك (جي) اليوم في عام 2005 من قبل استوديو فنون وتصميم حديد التسليح.

### رصف الساحات
تشتهر ساحات الأرصفة في مدينة نيويورك بتحويل المساحات في الشوارع إلى أماكن عامة قابلة للاستخدام. يعد إغلاق ساحة تايمز سكوير أمام حركة مرور المركبات وتحويلها بتكلفة منخفضة إلى ساحة للمشاة مثالًا أساسيًا على ساحة الرصيف.

### مقاهي مؤقتة
المقاهي المنبثقة عبارة عن فناءات مؤقتة أو تراسات مبنية في أماكن وقوف السيارات لتوفير مقاعد فائضة لمقهى قريب أو للمارة. الأكثر شيوعًا في المدن حيث تكون الأرصفة ضيقة وحيث لا يوجد مكان للجلوس أو تناول الطعام في الهواء الطلق.

### الحدائق المنبثقة
تقوم الحدائق المنبثقة مؤقتًا أو بشكل دائم بتحويل المساحات غير المستغلة إلى مناطق تجمع مجتمعي من خلال التجميل.

### البيع بالتجزئة المنبثق
المتاجر المنبثقة هي متاجر بيع بالتجزئة مؤقتة يتم إنشاؤها في المتاجر أو الممتلكات الشاغرة.

### ممرات دراجات محمية
تتم حماية حارات الدراجات عادةً عن طريق وضع نباتات أواني أو حواجز مادية أخرى لجعل ممرات الدراجات المطلية أكثر أمانًا. في بعض الأحيان لا يوجد ممر للدراجات موجود مسبقًا والحماية المادية هي المحدد الوحيد.

## موارد

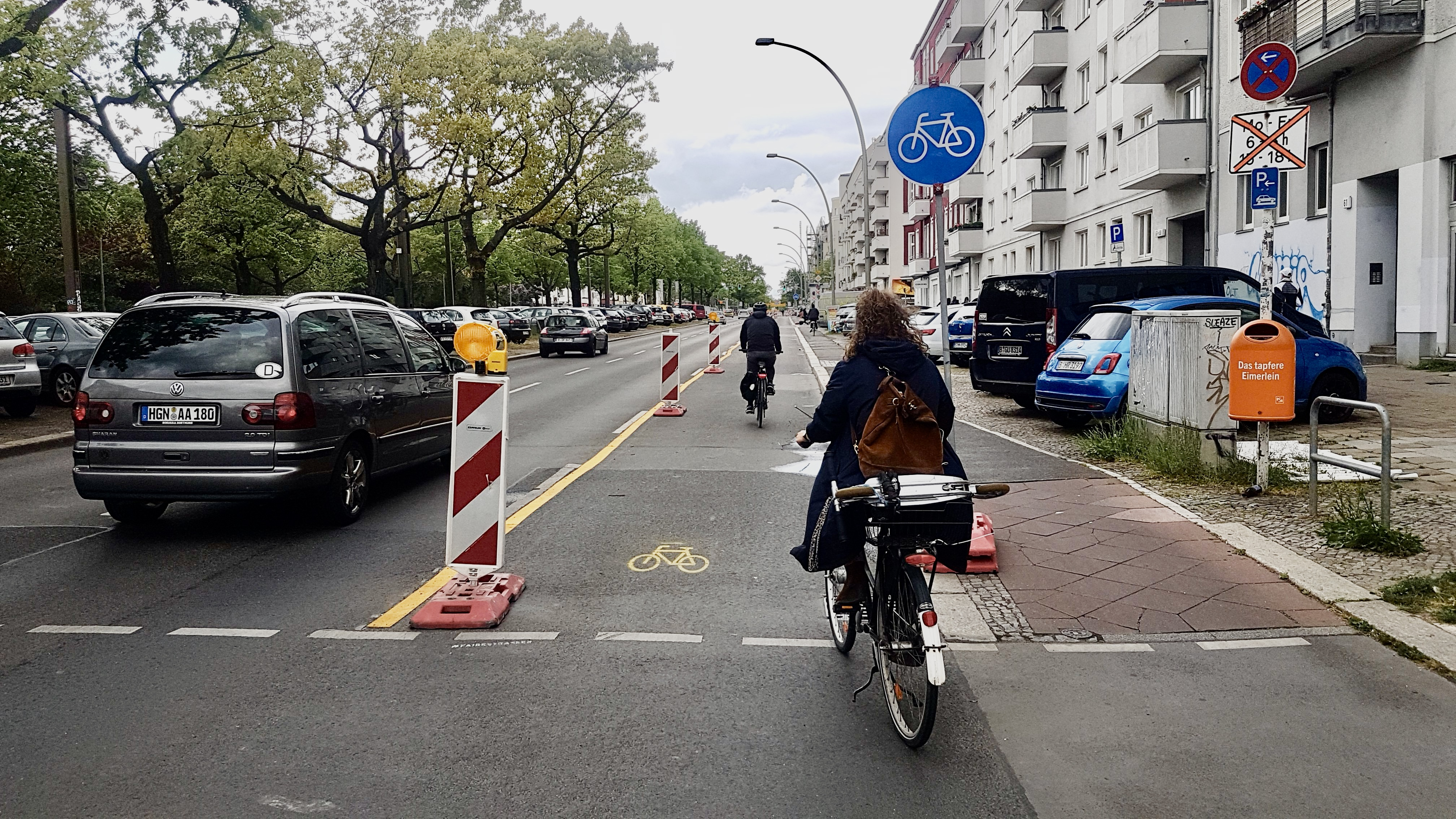
ممر للدراجات منبثقة، برلين أبريل 2020

تعاونية خطط الشوارع، بالتعاون مع شركة سيوداد للطوارئ واستوديو تصميم الرموز، ينتج سلسلة من الكتب الإلكترونية عن التمدن التكتيكي المجان يركز المجلدان 1 و 2 على دراسات الحالة في أمريكا الشمالية، أما المجلد 3 فهو دليل باللغة الإسبانية لمشاريع أمريكا اللاتينية، ويغطي المجلد 4 أستراليا ونيوزيلندا، بما في ذلك الاستجابات لزلزال كرايستشيرش 2011.
نشر مايك ليدون وأنتوني جارسيا كتاب مخططات الشوارع كتابًا عن التمدن التكتيكي في مارس 2015.